# Doganica
Doganica (Servisch cyrillisch Доганица) is een plaats in de Servische gemeente Bosilegrad. De plaats telt 50 inwoners (2002).